# Марія Падільська

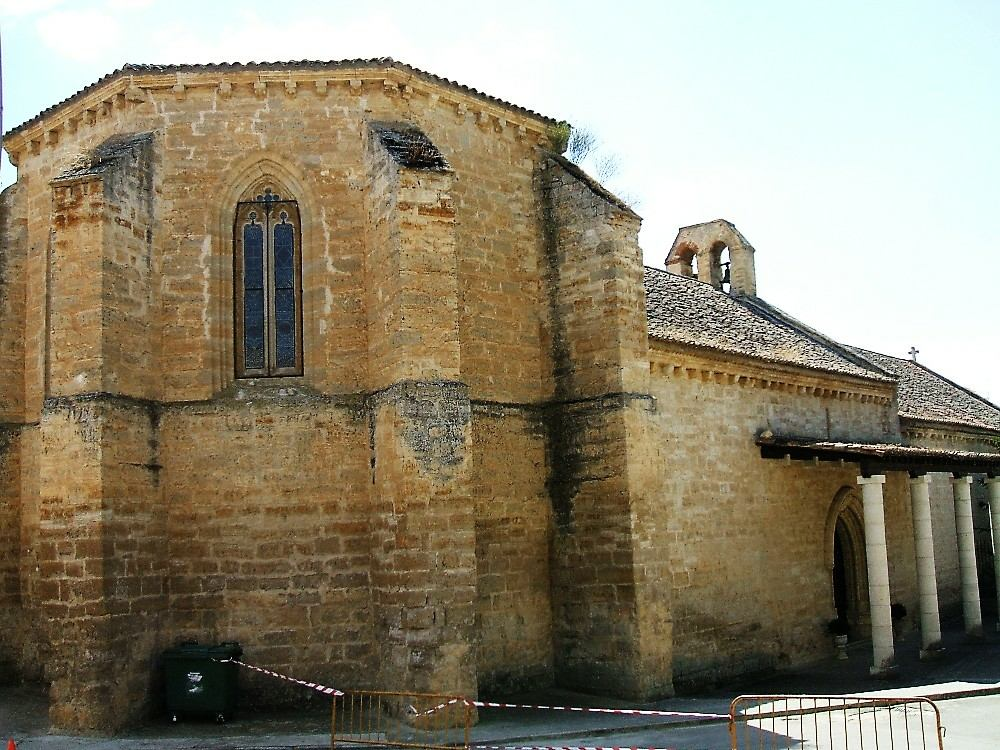
Королівський монастир Санта-Клара в Астудільйо, заснований Марією Падільською

Марія де Паділья (ісп. María de Padilla; близько 1334 — липень 1361, Севілья) — фаворитка короля Кастилії Педро I Жорстокого.

## Життєпис
Кастильська дворянка, донька Хуана Гарсії де Падільї (померла в 1348/1351) та його дружини Марії Гонсалес де Хенестроса (померла після 1356 року). Її дядько по материнській лінії, Хуан Фернандес де Хенестроса, королівський фаворит у 1354—1359 роках, який піднявся після опали Альфонсо де Альбуркерке і був посередником у примиренні Педро Жорстокого з його молодшим братом Фадріке Альфонсо. Її брат Дієго Гарсія де Паділья (помер у 1368 році) обіймав посаду великого магістра Калатравського ордену (1355—1365). Сім'я Марії Падільської походила з Падільї-де-Абахо на околицях Кастрохеріса в провінції Бургос.
У хроніках Марія де Паділья описується як дуже гарна та розумна жінка.
Король Педро Жорстокий (1334—1369), який правив у 1350—1366 і 1367—1369 роках, познайомився з Марією влітку 1352 року під час військової експедиції в Астурію проти свого повсталого брата Енріке, графа Трастамара. Ймовірно, чималу роль у їхньому знайомстві зіграв її дядько по материнській лінії Хуан Фернандес де Хенестроса. На той час Марія виховувалась у будинку Ізабель де Менесес, дружини впливового кастильського дворянина Хуана Альфонсо де Альбуркерке. Вони стали коханцями, їхні стосунки тривали до її смерті, попри шлюби короля Педро з Бланкою Бурбонською (1339—1361) та Хуаною де Кастро (1340—1374). Завдяки зв'язку Марії з королем Педро її родичі здобули великі та важливі посади при дворі.
Будучи сильно прив'язаним до Марії, Педро I таємно одружився з нею в 1353 році. Однак влітку того ж року мати Педро і знать змусили молодого короля одружитися з Бланкою Бурбонською, донькою герцога П'єра де Бурбона і кузиною короля Франції Іоанна II Доброго, яку Педро залишив незабаром після весілля заради Марії. Політичні мотиви шлюбу з Бланкою Бурбонською вимагали від Педро заперечення факту, що він одружений; незважаючи на це, його стосунки з Падільською тривали і вона народила від нього чотирьох дітей. За альтернативною версією, Педро залишив нову дружину через три дні після весілля, коли дізнався, що у неї був роман з його незаконнонародженим братом Фадріке Альфонсо на шляху до Іспанії і що її посаг не буде отримано.

## Діти
Марія Падільська народила від Педро Жорстокого трьох дочок та одного сина:
- Беатріса (1354—1369)
- Констанція (1354—1394), дружина Джона Гонта
- Ізабелла (1355—1392)
- Альфонсо, інфант Кастильський (1359 — 19 жовтня 1362), спадкоємець престолу в 1362 році.

Дві їхні доньки стали дружинами синів Едуарда III Плантагенета, короля Англії: Ізабелла стала дружиною Едмунда Ленглійського, 1-го герцога Йоркського, а Констанція — Джона Гонта, 1-го герцога Ланкастера, який претендував на корону Кастилії. Донька Констанції, Катерина Ланкастерська (1373—1418), в 1393 році стала дружиною Енріке III Кастильського.

## Смерть та поховання
Марія Падільська померла у липні 1361 року. Причиною смерті, можливо, стала чума. Вона була похована в королівському монастирі Санта-Клара в Астудільйо, який вона заснувала в 1353 році. Незабаром за наказом короля Педро її рештки перепоховали в Севільському кафедральному соборі разом з іншими членами королівського будинку.

## Зображення у художній літературі
- Гаетано Доніцетті, опера «Марія Паділья» (1841)
- Рудольф Готшалль, драма «Марія де Паділья».